# Nikolaï Zelinski
Pour les articles homonymes, voir Zelinski.
Nikolaï Dmitrievitch Zelinski (en russe : Никола́й Дми́триевич Зели́нский), né le 6 février 1861 à Tiraspol et mort le 31 juillet 1953 à Moscou, est un chimiste russe et soviétique, également membre de l'Académie des sciences d'URSS (à partir de 1929).

## Biographie
Il étudie à l'université d'Odessa, ainsi qu'à l'université de Leipzig et de Göttingen en Allemagne. Il est l'un des fondateurs de la théorie de la catalyse organique. Il est également l'inventeur du premier masque à gaz à charbon actif en 1915.

## Hommage
Un cratère lunaire a été baptisé de son nom (cratère Zelinski).

## Source
- (en) Cet article est partiellement ou en totalité issu de l’article de Wikipédia en anglais intitulé « Nikolay Zelinsky » (voir la liste des auteurs).